# Eduard Gunzinger
Eduard Gunzinger (* 18. Dezember 1897 in Basel; † 5. August 1972 ebenda) war ein Schweizer Bühnenbildner, Maler, Grafiker und Illustrator.

## Leben und Werk
Eduard Gunzinger absolvierte eine kaufmännische Ausbildung bei einer Bank. Von Zeichnungen von Honoré Daumier tief beeindruckt, entschied er sich für die Kunst und nahm 1917 Malunterricht bei Rudolf Löw. Er studierte von 1921 bis 1924 an der Universität der Künste Berlin und von 1924 bis 1928 an den Vereinigten Staatsschulen für freie und angewandte Kunst. Seine Lehrer waren Hans Meid, Karl Hofer und César Klein. Anschliessend arbeitete er als freischaffender Maler und Grafiker. 1929 erwarb das Berliner Kupferstichkabinett seine Radierung Spaziergänger (30 × 25 cm). Das Blatt wurde 1937 in der NS-Aktion «Entartete Kunst» beschlagnahmt. Es konnte nach 1945 sichergestellt werden und kam 1949 wieder in die Sammlung.
Gunzinger war mit dem Maler Serge Brignoni und dem Bühnenbildner und Tänzer Anton Flüeler befreundet. Als Bühnenbildnerassistent trat Gunzinger 1936 mit der Ausstattung der Revue-Operette Tanz ins Glück am Stadttheater Zürich erstmals hervor. Später war Gunzinger Bühnenbildner am Stadttheater Basel. Dort schuf er u. a. die Bühnenbilder für Grete im Glück, Orpheus und Eurydike, Boccaccio, Max und Moritz, Der Vogelhändler und Die Italienerin in Algier. Gunzinger schuf zudem Marionetten und für die Basler Fasnacht verschiedene Waggis-Larven.